# Eusidama
Eusidama is een geslacht van hooiwagens uit de familie Assamiidae.
De wetenschappelijke naam Eusidama is voor het eerst geldig gepubliceerd door Roewer in 1913. 

## Soorten
Eusidama is monotypisch en omvat slechts de volgende soort:
- Eusidama minima